# Barbosa Ferraz

Barbosa Ferraz este un oraș în Paraná (PR), Brazilia.